# Сицилийская повозка

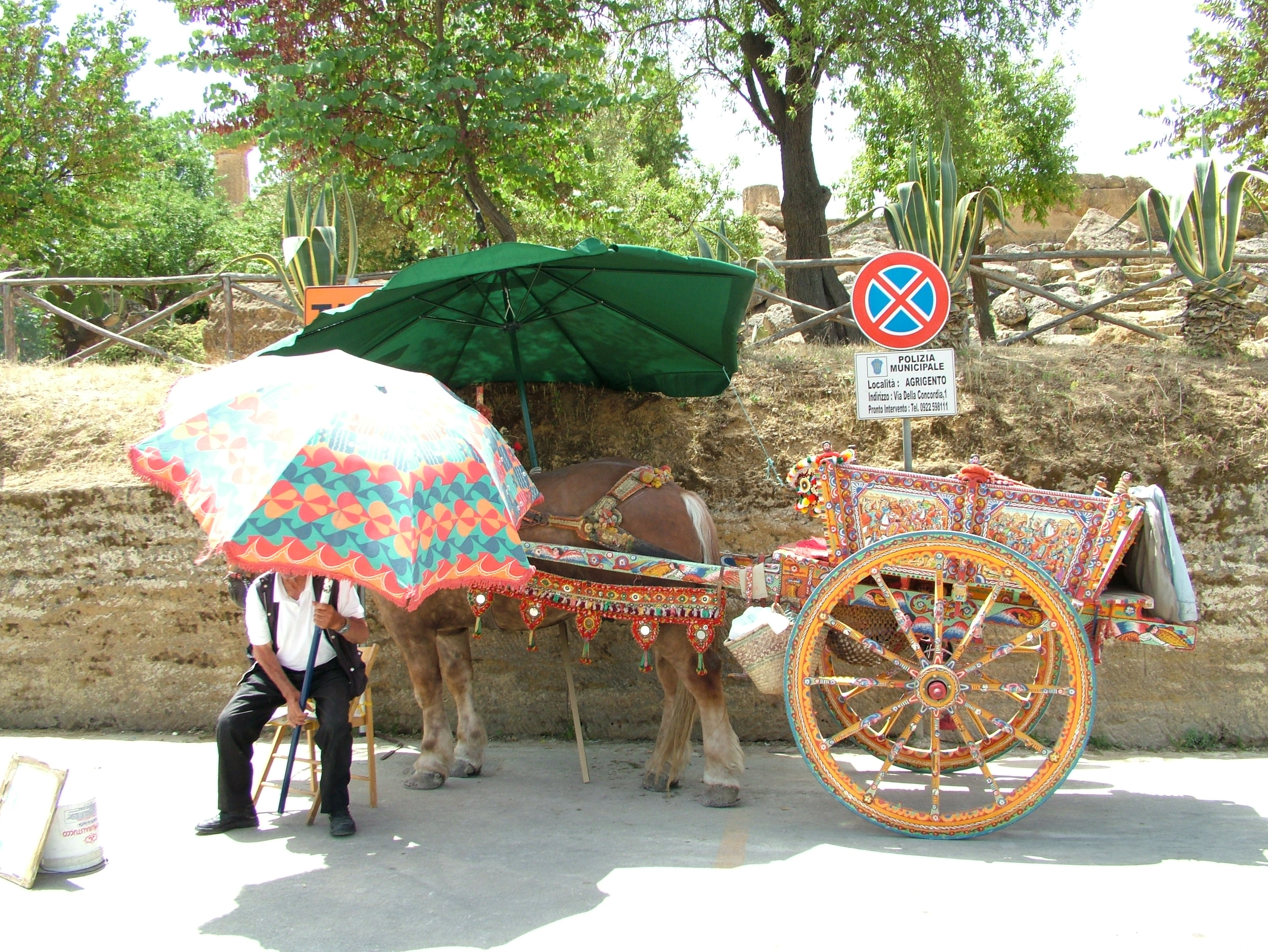
Сицилийская повозка

Сицилийская повозка (называемая в Италии «carretto Siciliano», а в Сицилии — «carrettu Sicilianu» или просто «carretti») — богато украшенная традиционная сицилийская повозка, запряжённая лошадью или ослом.
Первые повозки были завезены на остров ещё древними греками, наибольшей популярности они получили лишь в 1920-х годах. Их используют для перевоза различных грузов (продуктов, вина, древесины) и людей, и в этом случае их именуют Carretto del Lavoro, а также для различных торжественных мероприятий, таких как свадьбы и парады, и в данном случае они называются Carretto de Gara. Для перевоза пассажиров в повозку в основном запрягают лошадей, а для перевоза грузов — ослов и мулов.
Сама повозка изготавливается из дерева вручную и имеет два колеса. На дереве мастера вырезают различные традиционные узорчатые рельефы, а также в отделке используют железо и другие материалы. Художники расписывают повозку историческими и фольклорными сценами. Также в росписи большое место уделяется жёлтым и красным цветам, которые являются основными на флаге Сицилии. При этом каждая провинция Сицилии имеет свой собственный стиль изготовления повозок. Животных, запрягаемых в повозку, обычно тоже ярко украшают.
Миниатюрные повозки очень популярны среди туристов, и их можно найти почти во всех сувенирных магазинах острова. Музей сицилийских повозок расположен в городке Терразини в провинции Палермо.
Традиция богато украшать повозки со временем перешла и к трёхколёсным мототранспортным средствам, называемым lapa, которые в настоящее время очень популярны в Италии.